# Leptogorgia gruveli
Leptogorgia gruveli är en korallart som först beskrevs av Stiasny 1936.  Leptogorgia gruveli ingår i släktet Leptogorgia och familjen Gorgoniidae. Inga underarter finns listade i Catalogue of Life.